# Whale Island
Whale Island, aussi appelée Moutohora en langage maori, est une île de Nouvelle-Zélande, située dans la baie de Plenty.
Cette île de 143 hectares est un refuge pour la vie sauvage. Elle est couverte d'une végétation constituée entre autres de Kunzea ericoides et de Pohutukawa. Un programme de revégétation a été mené dans le début des années 1980 et 11 espèces végétales menacées au niveau régional ou national ont été réintroduites dans cette île, telles que Euphorbia glauca, Desmoschoenus spiralis ou Lepidium oleraceum.
Depuis l'éradication des animaux nuisibles pour cette île (notamment les chèvres et les rats polynésiens) mené dans les années 1980, Moutohora est devenue un important site de nidification du Pétrel noir (près de 70 000 couples). Elle est aussi un site de nidification pour quelques groupes de Manchots pygmées et d'Huîtriers variables. L'île abrite aussi des Faucons de Nouvelle-Zélande et des Pluviers roux. Cette île est la limite nord de l'aire de répartition du scinque Oligosoma infrapunctatum. Certaines espèces menacées ont été introduites sur cette île, comme une des deux espèces de sphénodons (Sphenodon punctatus), le Kakariki à front rouge, le Créadion rounoir et le Kiwi brun de l'île du nord.
Cette île présente de plus de nombreux sites anciens d'occupation polynésienne ou européenne bien préservés. 

## Histoire
Le nom Māori, Moutohorā, est une forme contractée de Motutohorā, qui signifie Whale Island ou Captured Whale. 
Tohorā signifie baleine en Māori.
Au milieu du XIXe siècle, Phillip Tapsell en est propriétaire et s'y installe.

## Site préservé
En 1965, Moutohora a été déclarée refuge faunique, sous le nom de Réserve de gestion de la faune de Moutohora[3] et l'île a été achetée par la Couronne en 1984. Après l'éradication des chèvres introduites sur l'île, un programme de plantation a été lancé et 12 000 plants couvrant 45 espèces sont maintenant établis. Aujourd'hui, Moutohora est couverte d'une mosaïque de pōhutukawa, māhoe, kānuka, fougères et prairies.

## Accès
L'accès du public à Moutohora est limité aux concessionnaires du Département de la Conservation et aux parties scientifiques approuvées. Pendant les périodes de danger d'incendie élevé, tout accès peut être refusé. Les concessionnaires actuels sont la tribu Maori locale de Ngati Awa et trois opérateurs touristiques basés à Whakatane - Prosail / Whale Island Kayaking, Diveworks Charters Whale Island Tours et White Island Tours.

## Évocation dansHarry Potter
Moutohora est le foyer d'une équipe professionnelle de Quidditch, les Moutohora Macaws, qui opère dans l'univers fictif de Harry Potter. Les joueurs de l'équipe portent des robes rouges, jaunes et bleues.